# Präludium und Fuge F-Dur BWV 880 (Das Wohltemperierte Klavier, II. Teil)
Präludium und Fuge F-Dur, BWV 880, bilden ein Werkpaar im 2. Teil des Wohltemperierten Klaviers, einer Sammlung von Präludien und Fugen für Tasteninstrumente von Johann Sebastian Bach.

## Präludium
Dieses Präludium enthält weder nennenswerte motivische noch rhythmische Gestaltung. Die 72 Takte bestehen hauptsächlich aus zahllosen, sanft auf- und absteigenden Sekundschritten, die sich auf einen vier- bis fünfstimmigen homophonen Satz reduzieren lassen. Auffallend ist die ausgewogene Gliederung in mehrere, meist 16-taktige Teile, mit einer Rückkehr in die Tonika ab Takt 57, die quasi als Reprise angelegt ist.
In der formalen Rundung und Ausdehnung geht die Präludien-Funktion fast verloren – zu Gunsten eines in sich geschlossenen Stückes von klassischer Schönheit und Ausgewogenheit. Die nachfolgende Fuge ist jedoch genügend originell, um dazu ein Gleichgewicht herstellen zu können.

## Fuge
Obwohl Hermann Keller diese dreistimmige Fuge für „keine der bedeutenderen“ hielt, gehört das Thema mit der progressiven Struktur 1+1+2 Takte sowie der Motivik a-a'-b zu einem Thementyp, der in der Wiener Klassik stiltypisch wurde. Bach notiert das Thema volltaktig mit Pausenbeginn, um den melodischen Höhepunkt im vierten Takt auf einen schweren Taktteil fallen zu lassen.
Nach den ersten zwei Themeneinsätzen und dem dritten Einsatz in Takt 14 folgt ein weiterer, überzähliger Einsatz in Takt 21. Danach erscheinen bis zum Eintritt des Themas in Takt 52 in der Mittelstimme nur Thementeile, die mit dem Beginn des Präludiums in Beziehung gebracht werden können. Takt 71/72 moduliert nach f-Moll, das bis Takt 88 erhalten bleibt – wohl einer der längsten Moll-Einschübe in einer Dur-Fuge. An dessen Ende steht ein Themeneinsatz, der von f-Moll bis zum abschließenden Takt 99 nach F-Dur zurückführt, mit einer auffallenden verminderten Quarte von a1 nach des2 in Takt 86/87. Ab Takt 89 wird der Themeneinsatz im Bass durch 32stel-Figuren in der rechten Hand begleitet, die das Motiv aus Takt 45 wieder aufnehmen. – Die Originalität der Fuge macht diese in hohem Maße bedeutend.